# Rock Ridge
 (mars 2023).
Si vous disposez d'ouvrages ou d'articles de référence ou si vous connaissez des sites web de qualité traitant du thème abordé ici, merci de compléter l'article en donnant les références utiles à sa vérifiabilité et en les liant à la section « Notes et références ».
Rockridge est une extension du format ISO 9660 auquel s'ajoute la sémantique des systèmes de fichiers  POSIX.
Ce format est utilisé par défaut sous les systèmes Unix pour les CD ROM.
Description :
- Support de nom de fichier de plus de 255 caractères.
- Peu de restriction au niveau du choix des caractères.
- Droits sur les fichiers selon les utilisateurs et les groupes dans le style UNIX (voir Permissions Unix)
- Lien symbolique
- Une hiérarchie plus profonde des fichiers